# IÉ-Klasse 201
Die Klasse 201 ist eine Baureihe von Diesellokomotiven mit elektrischer Leistungsübertragung für den schweren Schnellzugdienst, die von 1994 bis 1995 bei General Motors Diesel im kanadischen London (Ontario) für die Iarnród Éireann (IÉ) und die Northern Ireland Railways (NIR) gebaut wurde.

## Geschichte und Technik
Die Irish Rail übernahm im Jahre 1994 die erste Lokomotive der Baureihe 201 (Modell JT-42HCW).
Zu diesem Zeitpunkt konnte die Irish Rail auf über 30 Jahre Erfahrung mit EMD-Produkten zurückblicken.
Die erste Maschine wurde mit einem Antonow-124-Frachtflugzeug nach Irland gebracht.
Die Lokomotiven der Baureihe 201 sind in europäischer Art mit zwei Endführerständen, einem die Fahrzeugumgrenzung ausfüllenden Wagenkasten und einer zentralen Energieversorgung für den Reisezugeinsatz versehen. Die Drehgestelle sind typische EMD-Konstruktionen mit Stahlgussrahmen. Für den Güterverkehr erhielten die Lokomotiven zusätzlich Versorgungs- und Betätigungseinrichtungen für die Saugluftbremse.
Zwei Lokomotiven dieser Baureihe gehören der nordirischen NIR.

## Sonstiges
7 der 34 Exemplare der Reihe 201 erhielten eine Lackierung passend zum Design der „Enterprise“-Schnellzüge zwischen Dublin und Belfast.
Die übrigen tragen das Orange, Schwarz und Gelb der Iarnród Éireann oder das Blau von NIR.

Farbvarianten
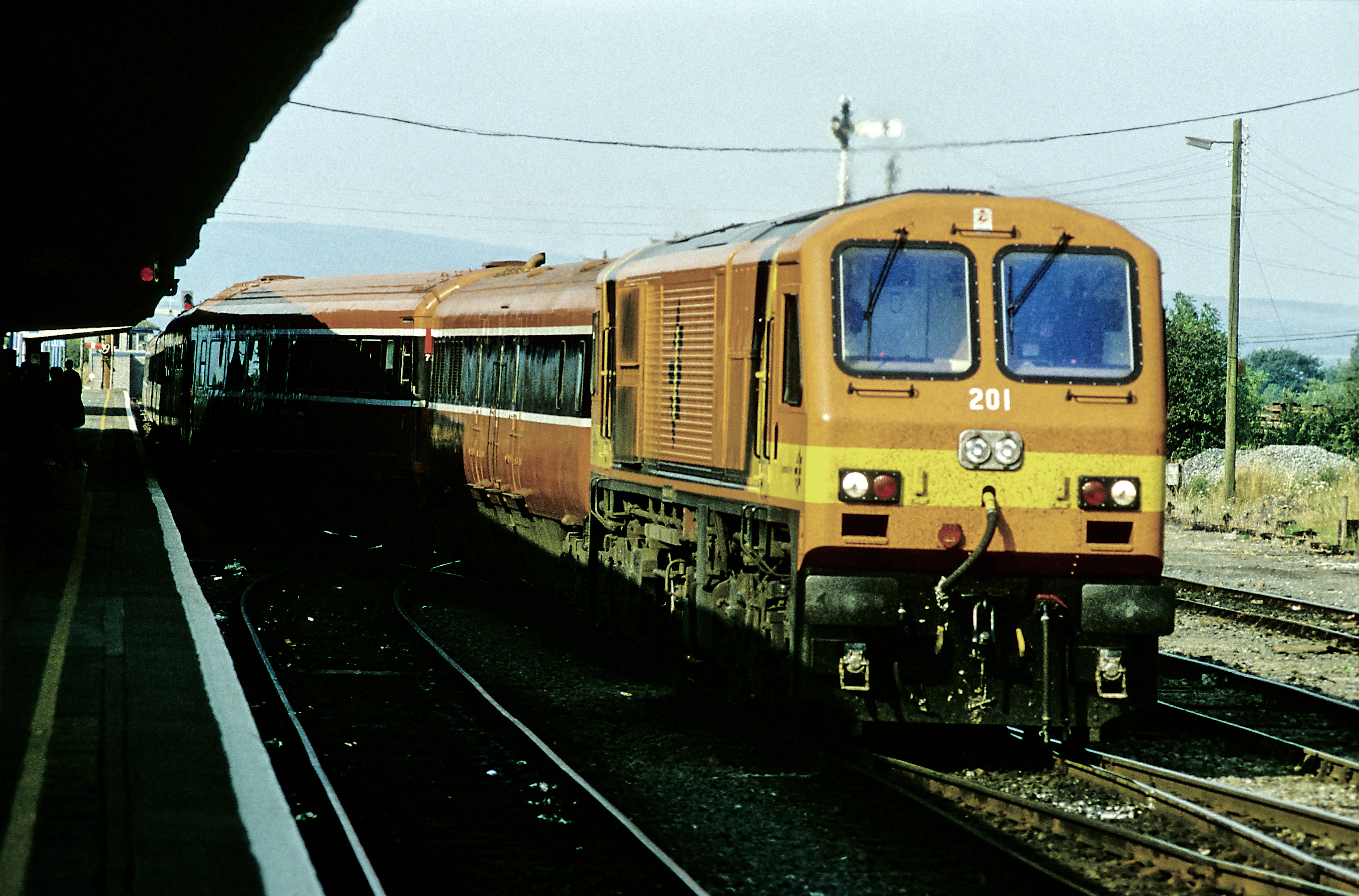
Baumuster 201 1994 in Limerick Junction
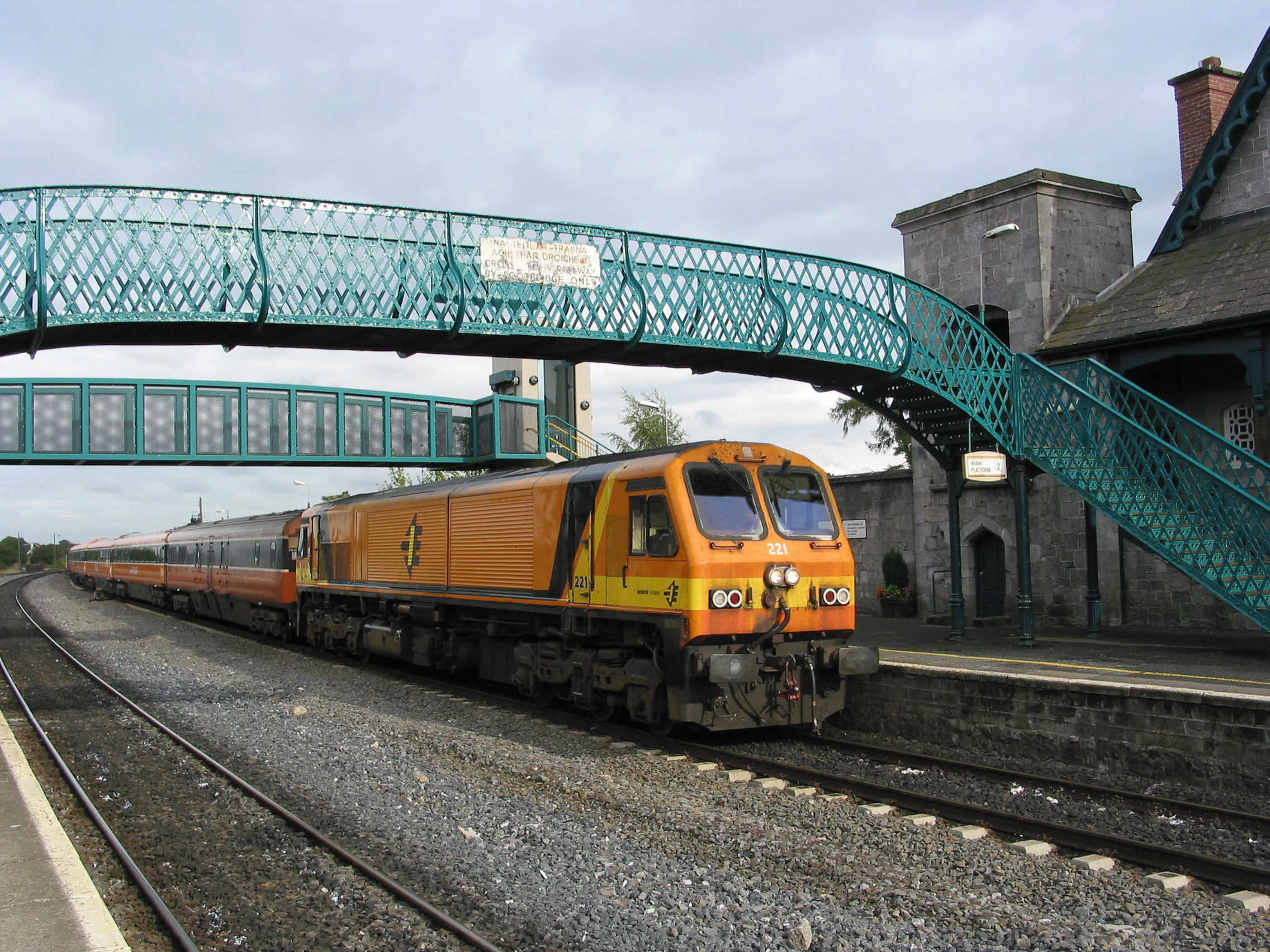
CIÉ 221
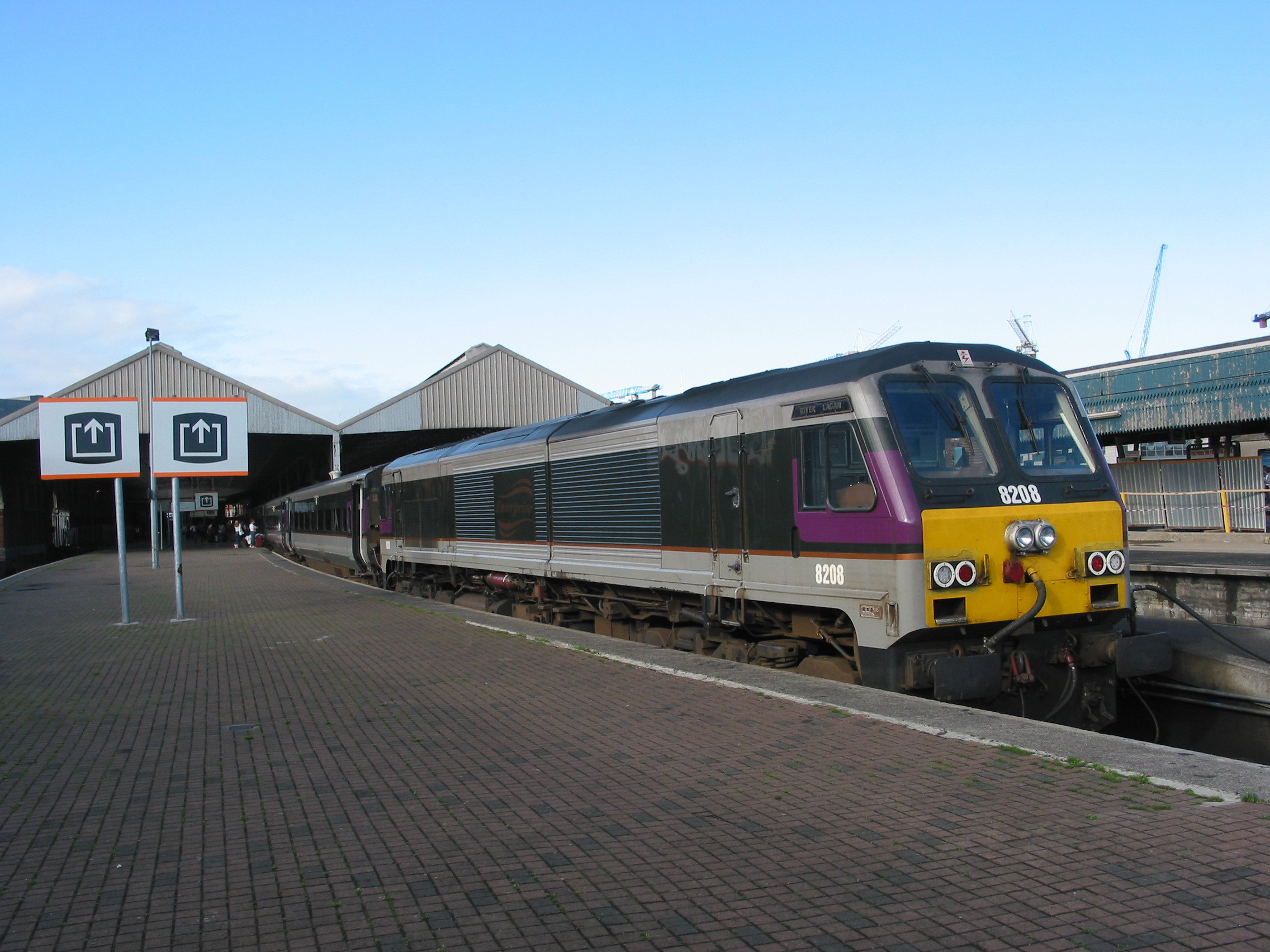
Enterprise 8208 Dublin Connolly
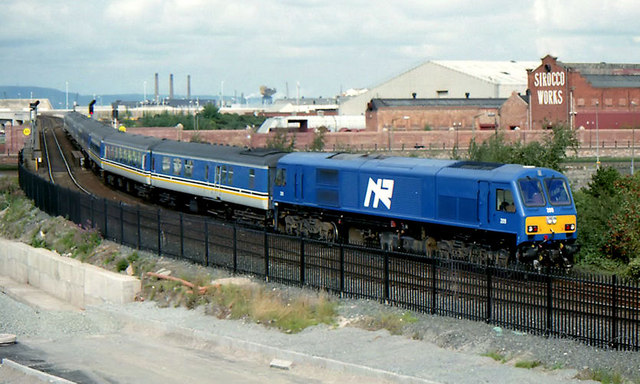
NIR